# Yoshinori Shigematsu
Yoshinori Shigematsu (重松良典?, Shigematsu Yoshinori; Prefettura di Hiroshima, 2 aprile 1930 – 2018) è stato un calciatore giapponese, di ruolo attaccante.